# Граф Саутеск
Граф Саутеск (англ. Earl of Southesk) — наследственный титул в системе Пэрства Шотландии.

## История
Он был создан 22 июня 1633 года для сэра Дэвида Карнеги (1575—1658), лорда внеочередной сессии. Еще в 1616 году он получил титул лорда Карнеги из Киннэрда. Вместе с графским титулом в 1633 году для него был создан титул лорда Карнеги из Киннэрда и Леучарса. Все эти титулы являлись пэрством Шотландии.
Название графского титула происходит от реки Саут-Эск в области Ангус. Его младший брат Джон Карнеги (1611—1667) в 1660 году получил титул графа Нортеска. Графы Саутеск являлись шотландскими феодальными баронами из Киннэрда и баронетами в системе Баронетства Новой Шотландии.
Потомок 1-го графа, Джеймс Карнеги, 5-й граф Саутеск (1692—1730), в 1715 году участвовал в Якобитском восстании против английской короны. После поражения восстания он был лишен актом парламента своих титулов, а его имения были конфискованы. На графский титул стал претендовать его троюродный брат, сэр Джеймс Карнеги, 3-й баронет из Питкарроу (ок. 1715—1765), который стал де-юре 6-м графом Саутеском. В отличие от своего кузена, он сражался на стороне Георга II во время Якобитского восстания 1745 года, а позднее приобрел конфискованные имения своего родственника. Джеймс Карнеги также заседал в Палате общин от Кинкардиншира (1741—1765). Его сын, Дэвид Карнеги, 4-й баронет и де-юре 7-й граф Саутеск (1753—1805), представлял в парламенте Абердин (1784—1790) и Форфаршир (1796—1801, 1801—1805). Его сын, Джеймс Карнеги, 5-й баронет и де-юре 8-й граф Саутеск (1799—1849), заседал в Палате общин Великобритании от Абердина (1830—1831).
Его сын и преемник, Джеймс Карнеги, 6-й баронет и де-юре 9-й граф Саутеск (1827—1905), в 1855 году был признан Палатой лордов в качестве 9-го графа Саутеска. Лорд Саутеск занимал пост лорда-лейтенанта Кинкардиншира (1849—1856). В 1869 году для него был создан титул барона Балинхарда из Фарнелла в графстве Форфаршир (Пэрство Соединённого королевства). Этот титул давал ему и его потомкам автоматическое место в Палате лордов Великобритании. Его внук, Чарльз Карнеги, 11-й граф Саутеск (1893—1992), в 1923 году женился на принцессе Мод Файфской (1893—1945), второй дочери Александра Даффа,1-го герцога Файфа, и принцессы Луизы Уэльской, старшей дочери короля Великобритании Эдуарда VII. В 1912 году после смерти Александра Даффа титул герцогини Файф унаследовала его старшая дочь, принцесса Александра (1891—1959). В 1959 году после смерти Александры титулы перешли к её племяннику Джеймсу Карнеги, лорду Карнеги (1929—2015), единственному сыну 11-го графа Саутеска и принцессы Мод Файфской, который стал 3-м герцогом Файфа. В 1992 году после смерти своего отца Джеймс Карнеги, герцог Файф, стал 12-м графом Саутеска. В июне 2015 года после смерти Джеймса Карнеги титулы герцога Файф и графа Саутеска унаследовал его единственный сын Дэвид Чарльз Карнеги, 4-й герцог Файф (род. 1961).
Титул баронета Карнеги из Питкарроу в графстве Кинкардиншир был создан 20 февраля 1663 года для Дэвида Карнеги (ум. 1708), сына достопочтенного сэра Александра Карнеги, четвертого сына 1-го графа Саутеска. Внук 1-го баронета, сэр Джеймс Карнеги, 3-й баронет (1715—1765), в 1730 году унаследовал де-юре титул 6-го графа Саутеска.
Графы Саутеск — наследственные вожди шотландского клана Карнеги.

## Графы Саутеск (1633)
- 1633—1658: Дэвид Карнеги, 1-й граф Саутеск (1575 — февраль 1658), сын преподобного Дэвида Карнеги из Киннэрда (ум. 1598)
- 1658—1669: Джеймс Карнеги, 2-й граф Саутеск (до 1583 — март 1669), второй сын предыдущего
- 1669—1688: Роберт Карнеги, 3-й граф Саутеск (до 1649 — 19 февраля 1688), сын предыдущего
- 1688—1699: Чарльз Карнеги, 4-й граф Саутеск (7 апреля 1661 — 9 августа 1699), старший сын предыдущего
- 1699—1730: Джеймс Карнеги, 5-й граф Саутеск (4 апреля 1692 — 10 февраля 1730), единственный сын предыдущего, лишен титула и владений в 1716 году
- 1730—1765: Джеймс Карнеги, де-юре 6-й граф Саутеск (ок. 1715 — 30 апреля 1765), старший сын сэра Джона Карнеги из Питкарроу, 2-го баронета (1673—1729)
- 1765—1805: Дэвид Карнеги, де-юре 7-й граф Саутеск (22 ноября 1753 — 25 мая 1805), старший сын предыдущего
- 1805—1849: Джеймс Карнеги, де-юре 8-й граф Саутеск (28 сентября 1799 — 30 января 1849), старший сын предыдущего
- 1849—1905: Джеймс Карнеги, 9-й граф Саутеск (16 ноября 1827 — 21 февраля 1905), старший сын предыдущего, с 1855 года признан Палатой лордов в качестве графа Саутеска
- 1905—1941: Чарльз Ноэль Карнеги, 10-й граф Саутеск (20 марта 1854 — 10 ноября 1941), единственный сын предыдущего от первого брака
- 1941—1992: Чарльз Александр Карнеги, 11-й граф Саутеск (23 сентября 1893 — 16 февраля 1992), старший сын предыдущего
- 1992—2015: Джеймс Джордж Александр Баннерман Карнеги, 3-й герцог Файф, 12-й граф Саутеск (23 сентября 1929 — 22 июня 2015), единственный сын предыдущего
- 2015 — настоящее время: Дэвид Чарльз Карнеги, 4-й герцог Файф, 13-й граф Саутеск (род. 3 марта 1961), единственный сын предыдущего
  - Наследник: Чарльз Дафф Карнеги, граф Саутеск (род 1 июля 1989), старший сын предыдущего.

## Баронеты Карнеги из Питкарроу (1663)
- 1663—1708: Сэр Дэвид Карнеги, 1-й баронет (до 1674 — ноябрь 1708), сын достопочтенного сэра Александра Карнеги (ум. 1681/1682), внук 1-го графа Саутеска
- 1708—1729: Сэр Джон Карнеги, 2-й баронет (27 января 1673 — 3 апреля 1729), старший сын предыдущего
- 1729—1765: Сэр Джеймс Карнеги, 3-й баронет (ок. 1715 — 30 апреля 1765), старший сын предыдущего, де-юре 6-й граф Саутеск
- 1765—1805: Сэр Дэвид Карнеги, 4-й баронет (22 ноября 1753 — 25 мая 1805), старший сын предыдущего, де-юре 7-й граф Саутеск
- 1805—1849: Сэр Джеймс Карнеги, 5-й баронет (28 сентября 1799 — 30 января 1849), старший сын предыдущего, де-юре 8-й граф Саутеск
- 1849—1905: Сэр Джеймс Карнеги, 6-й баронет (16 ноября 1827 — 21 февраля 1905), старший сын предыдущего, восстановлен в качестве графа Саутеска в 1855 году.